# بورخاسست
بورخاسست (به اسپانیایی: Burjassot) یک شهرستان در اسپانیا است که در Horta Nord واقع شده‌است.

## خصوصیات
بورخاسست ۳٫۴ کیلومترمربع مساحت و ۳۷٬۶۶۷ نفر جمعیت دارد و ۵۹ متر بالاتر از سطح دریا واقع شده‌است.